# Mistrovství světa konstruktérů F1
Mistrovství světa konstruktérů Formule 1, také Pohár konstruktérů Formule 1 (anglicky Formula One World Constructors' Championship, zkratka WCC) je vyhlašován mezinárodní automobilovou federací a je hodnocen pomocí bodového systému, který byl několikrát měněn. Poprvé byl pohár konstruktérů udělen v roce 1958 a vítězem se stal poprvé a naposledy vůz stáje Vanwall.
Trofej, která až do roku 1981 byla označována za Pohár (Constructors’ Cup) je hodnocena bodovým ziskem obou pilotů z týmu. Před rokem 1979, v mnohých ročnících byl do poháru započítáván jen lepší z pilotů v jednotlivém závodě.
Zatím v šampionátu uspělo 14 týmů a 5 států: Velká Británie, Itálie, Francie, Německo a Rakousko. Ferrari je tým s největším počtem titulů, s 15 poháry, včetně 6 pohárů získaných v řadě za sebou v letech 1999 - 2004. Jen ve dvou případech se stalo, že tým zvítězil v poháru se čtyřmi odlišnými modely, (Cooper v roce 1960 a Lotus v roce 1970), zatímco Ferrari získalo dva tituly po sobě se stejným modelem, to bylo v letech 1976 a 1977.

## Po letech
| Rok  | Konstruktér | Motor    | Pneu | Piloti                                                                            | Pole position | Vítězství | Pódium | Nejrychlejší kolo | Body  | Rozdíl |
| ---- | ----------- | -------- | ---- | --------------------------------------------------------------------------------- | ------------- | --------- | ------ | ----------------- | ----- | ------ |
| 1958 | Vanwall     | Vanwall  | D    | Stirling Moss Tony Brooks                                                         | 5             | 6         | 9      | 3                 | 48    | 8      |
| 1959 | Cooper      | Climax   | D    | Jack Brabham* Stirling Moss Bruce McLaren                                         | 5             | 5         | 13     | 5                 | 40    | 8      |
| 1960 | Cooper      | Climax   | D    | Jack Brabham* Bruce McLaren                                                       | 4             | 6         | 14     | 5                 | 48    | 14     |
| 1961 | Ferrari     | Ferrari  | D    | Phil Hill* Wolfgang von Trips                                                     | 6             | 5         | 14     | 5                 | 45    | 10     |
| 1962 | BRM         | BRM      | D    | Graham Hill*                                                                      | 1             | 4         | 8      | 3                 | 42    | 6      |
| 1963 | Lotus       | Climax   | D    | Jim Clark*                                                                        | 7             | 7         | 9      | 6                 | 54    | 18     |
| 1964 | Ferrari     | Ferrari  | D    | John Surtees* Lorenzo Bandini                                                     | 2             | 3         | 10     | 2                 | 45    | 3      |
| 1965 | Lotus       | Climax   | D    | Jim Clark*                                                                        | 6             | 6         | 7      | 6                 | 54    | 9      |
| 1966 | Brabham     | Repco    | G    | Jack Brabham*                                                                     | 3             | 4         | 9      | 2                 | 42    | 11     |
| 1967 | Brabham     | Repco    | G    | Denny Hulme* Jack Brabham                                                         | 2             | 4         | 14     | 2                 | 63    | 19     |
| 1968 | Lotus       | Ford     | F    | Graham Hill* Jo Siffert Jim Clark Jackie Oliver                                   | 5             | 5         | 9      | 5                 | 62    | 13     |
| 1969 | Matra       | Ford     | D    | Jackie Stewart* Jean-Pierre Beltoise                                              | 2             | 6         | 10     | 6                 | 66    | 17     |
| 1970 | Lotus       | Ford     | F    | Jochen Rindt* Emerson Fittipaldi Graham Hill John Miles                           | 3             | 6         | 7      | 1                 | 59    | 7      |
| 1971 | Tyrrell     | Ford     | G    | Jackie Stewart* François Cevert                                                   | 6             | 7         | 11     | 4                 | 73    | 37     |
| 1972 | Lotus       | Ford     | F    | Emerson Fittipaldi*                                                               | 3             | 5         | 8      | 4                 | 61    | 10     |
| 1973 | Lotus       | Ford     | G    | 1. Emerson Fittipaldi 2. Ronnie Peterson                                          | 10            | 7         | 15     | 7                 | 92    | 10     |
| 1974 | McLaren     | Ford     | G    | 5. Emerson Fittipaldi* 6. Denny Hulme 33. Mike Hailwood                           | 2             | 4         | 10     | 1                 | 73    | 8      |
| 1975 | Ferrari     | Ferrari  | G    | 11. Clay Regazzoni 12. Niki Lauda*                                                | 9             | 6         | 11     | 6                 | 72,5  | 18,5   |
| 1976 | Ferrari     | Ferrari  | G    | 1. Niki Lauda 2. Clay Regazzoni                                                   | 4             | 6         | 13     | 7                 | 83    | 9      |
| 1977 | Ferrari     | Ferrari  | G    | 11. Niki Lauda* 12. Carlos Reutemann                                              | 2             | 4         | 16     | 3                 | 95    | 33     |
| 1978 | Lotus       | Ford     | G    | 5. Mario Andretti* 6. Ronnie Peterson                                             | 12            | 8         | 14     | 7                 | 86    | 28     |
| 1979 | Ferrari     | Ferrari  | M    | 11. Jody Scheckter* 12. Gilles Villeneuve                                         | 2             | 6         | 13     | 6                 | 113   | 38     |
| 1980 | Williams    | Ford     | G    | 27. Alan Jones* 28. Carlos Reutemann                                              | 3             | 6         | 18     | 5                 | 120   | 54     |
| 1981 | Williams    | Ford     | G    | 1. Alan Jones 2. Carlos Reutemann                                                 | 2             | 4         | 13     | 7                 | 95    | 34     |
| 1982 | Ferrari     | Ferrari  | G    | 27. Gilles Villeneuve 28. Didier Pironi (27). Patrick Tambay (28). Mario Andretti | 3             | 3         | 11     | 2                 | 74    | 5      |
| 1983 | Ferrari     | Ferrari  | G    | 27. Patrick Tambay 28. René Arnoux                                                | 8             | 4         | 12     | 3                 | 89    | 10     |
| 1984 | McLaren     | TAG      | M    | 7. Alain Prost 8. Niki Lauda*                                                     | 3             | 12        | 18     | 8                 | 143,5 | 86     |
| 1985 | McLaren     | TAG      | G    | 1. Niki Lauda 2. Alain Prost*                                                     | 2             | 6         | 12     | 6                 | 90    | 8      |
| 1986 | Williams    | Honda    | G    | 5. Nigel Mansell 6. Nelson Piquet                                                 | 4             | 9         | 19     | 11                | 141   | 45     |
| 1987 | Williams    | Honda    | G    | 5. Nigel Mansell 6. Nelson Piquet*                                                | 12            | 9         | 18     | 7                 | 137   | 61     |
| 1988 | McLaren     | Honda    | G    | 11. Alain Prost 12. Ayrton Senna*                                                 | 15            | 15        | 25     | 10                | 199   | 134    |
| 1989 | McLaren     | Honda    | G    | 1. Ayrton Senna 2. Alain Prost*                                                   | 15            | 10        | 18     | 8                 | 141   | 64     |
| 1990 | McLaren     | Honda    | G    | 27. Ayrton Senna* 28. Gerhard Berger                                              | 12            | 6         | 18     | 5                 | 121   | 11     |
| 1991 | McLaren     | Honda    | G    | 1. Ayrton Senna* 2. Gerhard Berger                                                | 10            | 8         | 18     | 4                 | 139   | 14     |
| 1992 | Williams    | Renault  | G    | 5. Nigel Mansell* 6. Riccardo Patrese                                             | 15            | 10        | 21     | 11                | 164   | 65     |
| 1993 | Williams    | Renault  | G    | 0. Damon Hill 2. Alain Prost*                                                     | 15            | 10        | 22     | 10                | 168   | 84     |
| 1994 | Williams    | Renault  | G    | 0. Damon Hill 2. Ayrton Senna (2). David Coulthard (2). Nigel Mansell             | 6             | 7         | 13     | 8                 | 118   | 15     |
| 1995 | Benetton    | Renault  | G    | 1. Michael Schumacher* 2. Johnny Herbert                                          | 4             | 11        | 15     | 8                 | 137   | 25     |
| 1996 | Williams    | Renault  | G    | 5. Damon Hill* 6. Jacques Villeneuve                                              | 12            | 12        | 21     | 11                | 175   | 105    |
| 1997 | Williams    | Renault  | G    | 3. Jacques Villeneuve* 4. Heinz-Harald Frentzen                                   | 10            | 8         | 15     | 9                 | 123   | 21     |
| 1998 | McLaren     | Mercedes | B    | 7. David Coulthard 8. Mika Häkkinen*                                              | 12            | 9         | 20     | 9                 | 156   | 23     |
| 1999 | Ferrari     | Ferrari  | B    | 3. Michael Schumacher 4. Eddie Irvine (3). Mika Salo                              | 3             | 6         | 17     | 6                 | 128   | 4      |
| 2000 | Ferrari     | Ferrari  | B    | 3. Michael Schumacher* 4. Rubens Barrichello                                      | 10            | 10        | 21     | 5                 | 170   | 18     |
| 2001 | Ferrari     | Ferrari  | B    | 1. Michael Schumacher* 2. Rubens Barrichello                                      | 11            | 9         | 24     | 3                 | 179   | 77     |
| 2002 | Ferrari     | Ferrari  | B    | 1. Michael Schumacher* 2. Rubens Barrichello                                      | 10            | 15        | 27     | 12                | 221   | 129    |
| 2003 | Ferrari     | Ferrari  | B    | 1. Michael Schumacher* 2. Rubens Barrichello                                      | 8             | 8         | 16     | 8                 | 158   | 14     |
| 2004 | Ferrari     | Ferrari  | B    | 1. Michael Schumacher* 2. Rubens Barrichello                                      | 12            | 15        | 29     | 14                | 262   | 143    |
| 2005 | Renault     | Renault  | M    | 5. Fernando Alonso* 6. Giancarlo Fisichella                                       | 7             | 8         | 18     | 3                 | 191   | 9      |
| 2006 | Renault     | Renault  | M    | 1. Fernando Alonso* 2. Giancarlo Fisichella                                       | 7             | 8         | 19     | 5                 | 206   | 5      |
| 2007 | Ferrari     | Ferrari  | B    | 5. Felipe Massa 6. Kimi Räikkönen*                                                | 9             | 9         | 22     | 12                | 204   | 103    |
| 2008 | Ferrari     | Ferrari  | B    | 1. Kimi Räikkönen 2. Felipe Massa                                                 | 8             | 8         | 19     | 13                | 172   | 21     |
| 2009 | Brawn       | Mercedes | B    | 22. Jenson Button* 23. Rubens Barrichello                                         | 5             | 8         | 15     | 4                 | 172   | 18,5   |
| 2010 | Red Bull    | Renault  | B    | 5. Sebastian Vettel* 6. Mark Webber                                               | 15            | 9         | 20     | 6                 | 498   | 44     |
| 2011 | Red Bull    | Renault  | P    | 1. Sebastian Vettel* 2. Mark Webber                                               | 18            | 12        | 28     | 10                | 650   | 153    |
| 2012 | Red Bull    | Renault  | P    | 1. Sebastian Vettel* 2. Mark Webber                                               | 8             | 7         | 14     | 7                 | 460   | 60     |
| 2013 | Red Bull    | Renault  | P    | 1. Sebastian Vettel* 2. Mark Webber                                               | 11            | 13        | 24     | 12                | 596   | 236    |
| 2014 | Mercedes    | Mercedes | P    | 6. Nico Rosberg 44. Lewis Hamilton*                                               | 18            | 16        | 31     | 11                | 701   | 296    |
| 2015 | Mercedes    | Mercedes | P    | 6. Nico Rosberg 44. Lewis Hamilton*                                               | 18            | 16        | 32     | 13                | 703   | 275    |
| 2016 | Mercedes    | Mercedes | P    | 6. Nico Rosberg* 44. Lewis Hamilton                                               | 20            | 19        | 33     | 9                 | 765   | 297    |
| 2017 | Mercedes    | Mercedes | P    | 44. Lewis Hamilton* 77. Valtteri Bottas                                           | 15            | 12        | 26     | 9                 | 668   | 146    |
| 2018 | Mercedes    | Mercedes | P    | 44. Lewis Hamilton* 77. Valtteri Bottas                                           | 13            | 11        | 25     | 10                | 655   | 84     |
| 2019 | Mercedes    | Mercedes | P    | 44. Lewis Hamilton* 77. Valtteri Bottas                                           | 10            | 15        | 32     | 9                 | 739   | 235    |
| 2020 | Mercedes    | Mercedes | P    | 44. Lewis Hamilton* 77. Valtteri Bottas (63). George Russell                      | 15            | 13        | 25     | 9                 | 573   | 254    |
| 2021 | Mercedes    | Mercedes | P    | 44. Lewis Hamilton 77. Valtteri Bottas                                            | 9             | 10        | 28     | 8                 | 613,5 | 28     |
| 2022 | Red Bull    | Red Bull | P    | 1. Max Verstappen* 11. Sergio Pérez                                               | 8             | 17        | 28     | 8                 | 759   | 205    |
| 2023 | Red Bull    | Red Bull | P    | 1. Max Verstappen* 2. Sergio Pérez                                                | 14            | 21        | 30     | 11                | 860   | 451    |
| 2024 | McLaren     | Mercedes | P    | 4. Lando Norris 81. Oscar Piastri                                                 | 8             | 6         | 21     | 7                 | 666   | 14     |

- * Jezdec získal mistrovský titul.

## Dle konstruktérů
| Konstruktér | Celkem | Roky                                                                                           |
| ----------- | ------ | ---------------------------------------------------------------------------------------------- |
| Ferrari     | 16     | 1961, 1964, 1975, 1976, 1977, 1979, 1982, 1983, 1999, 2000, 2001, 2002, 2003, 2004, 2007, 2008 |
| Williams    | 9      | 1980, 1981, 1986, 1987, 1992, 1993, 1994, 1996, 1997                                           |
| McLaren     | 9      | 1974, 1984, 1985, 1988, 1989, 1990, 1991, 1998, 2024                                           |
| Mercedes    | 8      | 2014, 2015, 2016, 2017, 2018, 2019, 2020, 2021                                                 |
| Lotus       | 7      | 1963, 1965, 1968, 1970, 1972, 1973, 1978                                                       |
| Red Bull    | 6      | 2010, 2011, 2012, 2013, 2022, 2023                                                             |
| Cooper      | 2      | 1959, 1960                                                                                     |
| Brabham     | 2      | 1966, 1967                                                                                     |
| Renault     | 2      | 2005, 2006                                                                                     |
| Vanwall     | 1      | 1958                                                                                           |
| BRM         | 1      | 1962                                                                                           |
| Matra       | 1      | 1969                                                                                           |
| Tyrrell     | 1      | 1971                                                                                           |
| Benetton    | 1      | 1995                                                                                           |
| Brawn       | 1      | 2009                                                                                           |

- Tučně jsou označeny týmy, které se v aktuální sezóně účastní šampionátu Formule 1.

## Dle motorů
| Motor      | Celkem | Rok                                                                                           | Konstruktér                                                  |
| ---------- | ------ | --------------------------------------------------------------------------------------------- | ------------------------------------------------------------ |
| Ferrari    | 16     | 1961, 1964, 1975, 1976, 1977, 1979, 1982,1983, 1999, 2000, 2001, 2002, 2003, 2004, 2007, 2008 | Ferrari (16)                                                 |
| Renault    | 12     | 1992, 1993, 1994, 1995, 1996, 1997, 2005, 2006, 2010, 2011, 2012, 2013                        | Williams (5), Red Bull (4), Renault (2), Benetton (1)        |
| Mercedes   | 11     | 1998, 2009, 2014, 2015, 2016, 2017, 2018, 2019, 2020, 2021, 2024                              | Mercedes (8), Brawn (1), McLaren (2)                         |
| Ford       | 10     | 1968, 1969, 1970, 1971, 1972, 1973, 1974, 1978, 1980, 1981                                    | Lotus (5), Williams (2), Matra (1), Tyrrell (1), McLaren (1) |
| Honda      | 6      | 1986, 1987, 1988, 1989, 1990, 1991                                                            | McLaren (4), Williams (2)                                    |
| Climax     | 4      | 1959, 1960, 1963, 1965                                                                        | Cooper (2), Lotus (2)                                        |
| Repco      | 2      | 1966, 1967                                                                                    | Brabham (2)                                                  |
| TAG        | 2      | 1984, 1985                                                                                    | McLaren (2)                                                  |
| Vanwall    | 1      | 1958                                                                                          | Vanwall                                                      |
| BRM        | 1      | 1962                                                                                          | BRM                                                          |
| RBPT       | 1      | 2022                                                                                          | Red Bull                                                     |
| Honda RBPT | 1      | 2023                                                                                          | Red Bull                                                     |

- Tučně jsou označeny týmy a dodavatelé motorů, kteří se v aktuální sezóně účastní šampionátu Formule 1.

## Dle pneumatik
| Pneumatiky  | Celkem | Roky |
| ----------- | ------ | --- |
| Goodyear    | 26     | 1966, 1967, 1971, 1973, 1974, 1975, 1976, 1977, 1978, 1980, 1981, 1982, 1983, 1985, 1986, 1987, 1988, 1989, 1990, 1991, 1992, 1993, 1994, 1995, 1996, 1997 |
| Pirelli     | 14     | 2011, 2012, 2013, 2014, 2015, 2016, 2017, 2018, 2019, 2020, 2021, 2022, 2023, 2024                                                                         |
| Bridgestone | 11     | 1998, 1999, 2000, 2001, 2002, 2003, 2004, 2007, 2008, 2009, 2010                                                                                           |
| Dunlop      | 9      | 1958, 1959, 1960, 1961, 1962, 1963, 1964, 1965, 1969 |
| Michelin    | 4      | 1979, 1984, 2005, 2006 |
| Firestone   | 3      | 1968, 1970, 1972 |

- Tučně je označen dodavatel pneumatik, který se v aktuální sezóně účastní šampionátu Formule 1.

## Dle národnosti
| Stát               | Počet titulů | Počet konstruktérů | Konstruktér |
| ------------------ | ------------ | ------------------ | --- |
| Spojené království | 34           | 10                 | Williams (9), McLaren (9), Lotus (7), Brabham (2), Cooper (2), Vanwall (1), BRM (1), Tyrrell (1), Benetton (1), Brawn (1) |
| Itálie             | 16           | 1                  | Ferrari (16) |
| Německo            | 7            | 1                  | Mercedes (7) |
| Rakousko           | 5            | 1                  | Red Bull (5) |
| Francie            | 3            | 2                  | Renault (2), Matra (1) |

- Tučně jsou označeny týmy, které se v aktuální sezóně účastní šampionátu Formule 1.